# Spoorlijn 290 (Tsjechië)
Spoorlijn 290 (ook bekend onder de naam Železniční trať Olomouc – Šumperk, wat Spoorlijn Olomouc – Šumperk betekent) is een spoorlijn in Tsjechië. De lijn loopt van de stad Olomouc, via Šternberk en Uničov naar Šumperk. In 1870 werd het eerste stuk tussen Olomouc en Šterberk in gebruik genomen, drie jaar later volgde de rest.

## Elektrificatie
Er zijn plannen om het hele traject tussen 2018 en 2021 te elektrificeren. De maximumsnelheid op het stuk Olomouc – Uničov zal hierbij naar 160 km/h verhoogd worden, op het stuk Uničov – Šumperk 90 km/h.

## Galerij

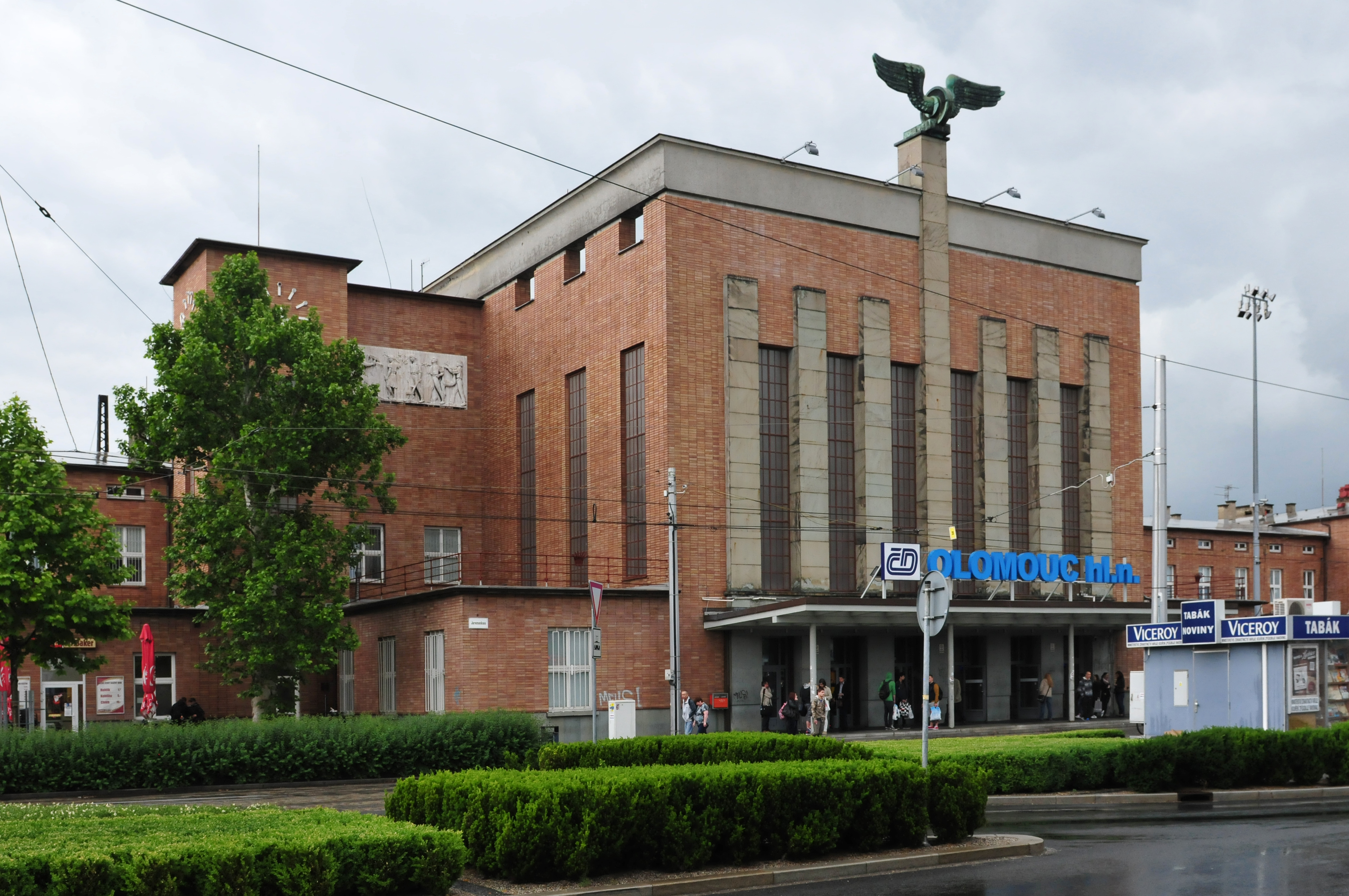
Olomouc hlavní nádraží, het beginpunt van de lijn
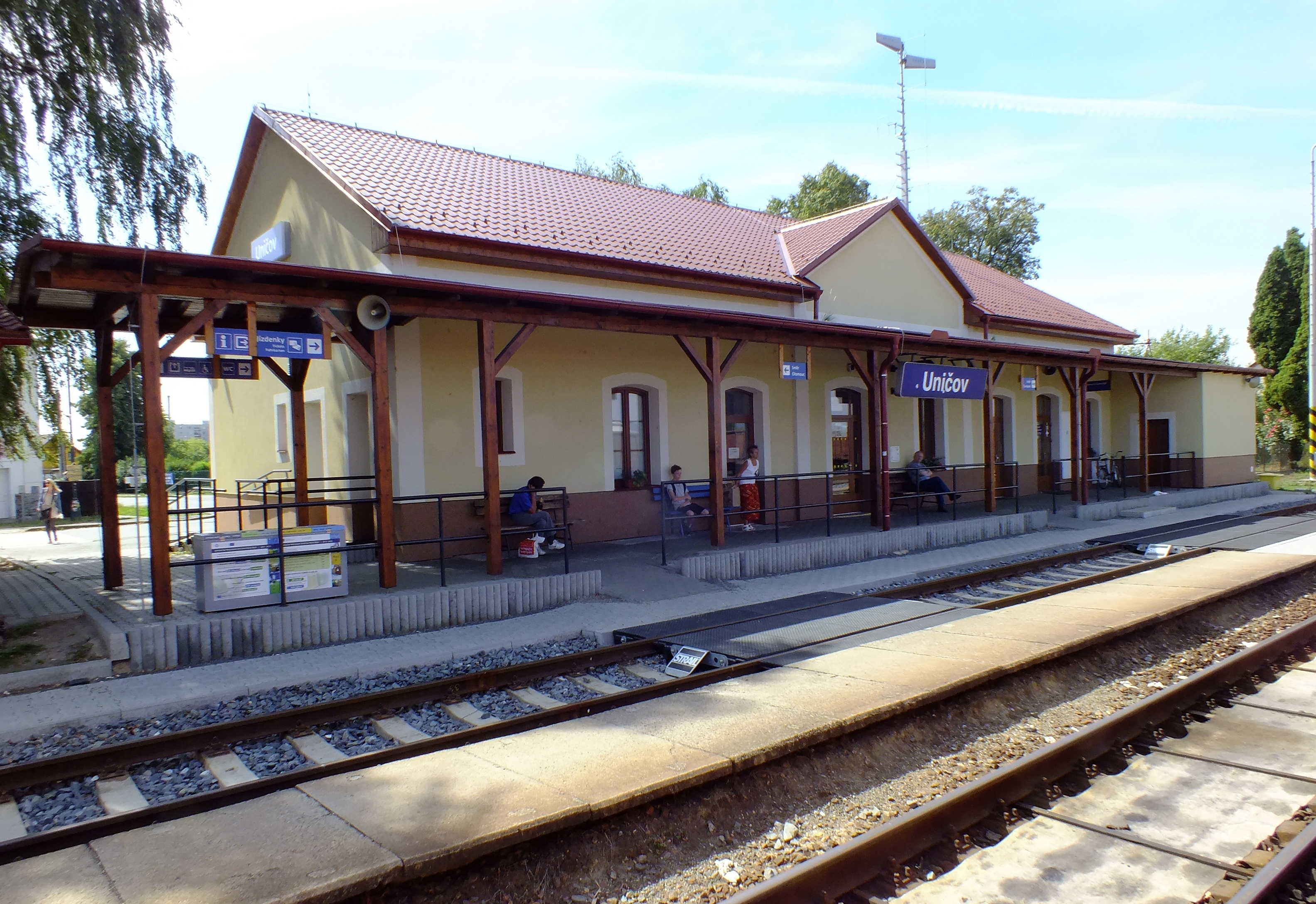
Uničov
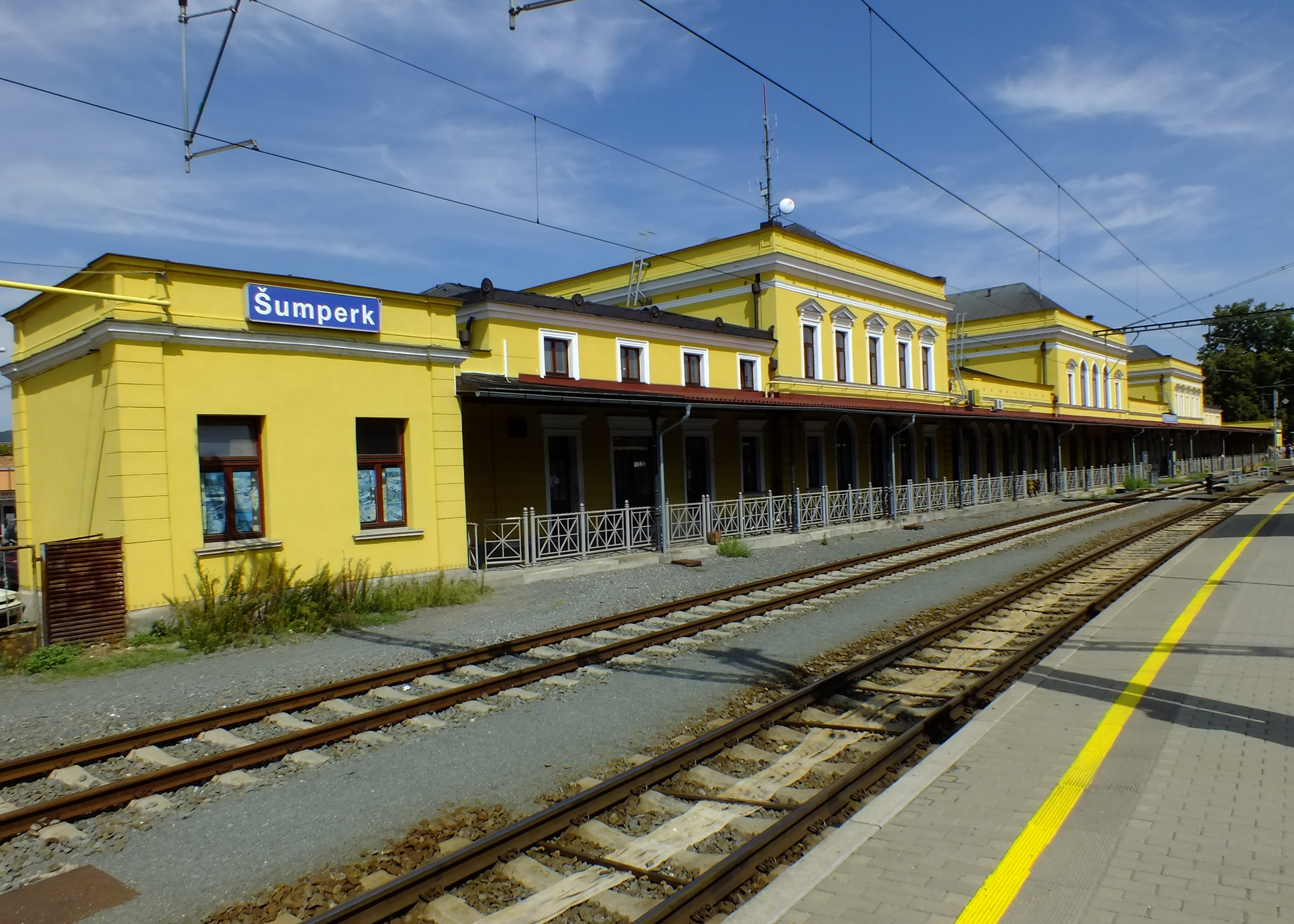
Šumperk, het eindpunt van de lijn